# Spruce Pine (Karolina Północna)
Spruce Pine – miasto w Stanach Zjednoczonych, w stanie Karolina Północna, w hrabstwie Mitchell.